# Ura e Vjetër e Gurit
Die Ura e Vjetër e Gurit (albanisch auch Ura e Vojnoviçit, serbisch Војиновића мост Vojinovića most) in Vushtrria ist eine steinerne Bogenbrücke im Kosovo. Sie wurde Ende des 14. oder Anfang des 15. Jahrhunderts erbaut. Damals querte eine Handelsroute von Ragusa nach Skopje respektive die Straße von Mitrovica nach Vushtrria den Fluss Sitnica mittels dieser Brücke. Der Lauf der Sitnica veränderte sich in der Mitte des 19. Jahrhunderts, so dass die Brücke heute nur über trockenes Feld führt.
Die Brücke ist ein Kulturdenkmal der Republik Kosovo. Sie galt als die älteste erhaltene Steinbrücke Serbiens, als sie 1990 zum nationalen Kulturgut erklärt wurde.

## Bau

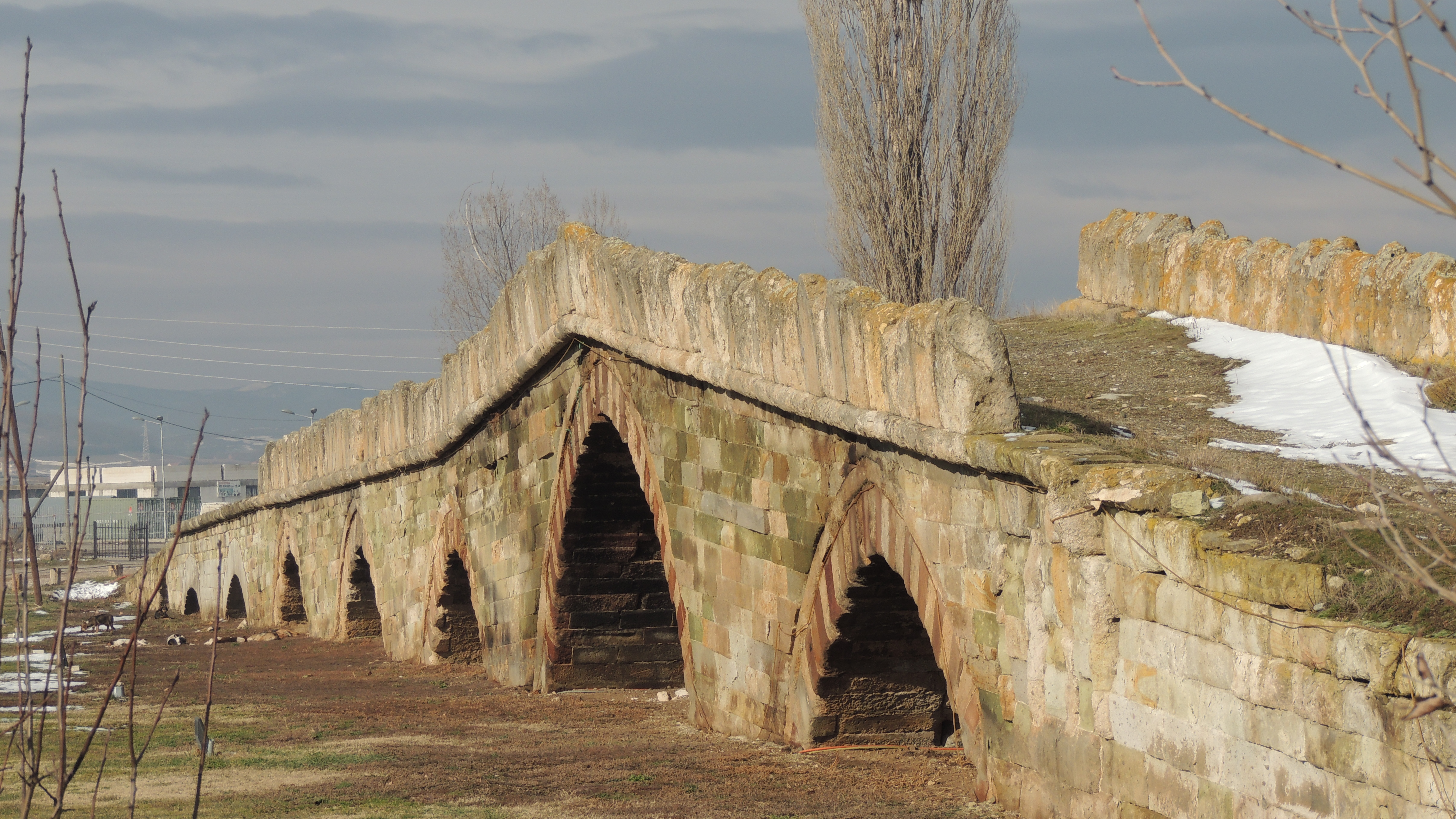
Südseite der Brücke im Winter

Der Bau der Brücke wird in den Legenden den Gebrüdern Vojinović zugeschrieben, die auch mit der Burg von Vučitrn im Stadtzentrum in Verbindung gebracht werden und gemäß der epischen serbischen Dichtung Neffen von Zar Dušan waren (König 1331–1346, Zar 1346–1355). Die Vojinović waren eine Adelsfamilie in der ersten Hälfte des 14. Jahrhunderts, die hingegen nie im Besitz von Vučitrn waren. Der Stil der Brücke spricht zudem eher für das späte 14. oder frühe 15. Jahrhundert.
Die Brücke wurde asymmetrisch mit neun Bögen, die bis zu 13 Meter breit sind, aus roten und grauen Quadern erbaut. Sie ist 135 Meter lang und bis zu sechs Meter breit. Vier halbkreisförmige Rundbögen, die sich von den fünf anderen spitzen unterscheiden, wurden nachträglich wohl in osmanischer Zeit ergänzt. Das Brückengeländer ist bis zu einem Meter hoch.
Ein beträchtlicher Teil des Baus ist heute von Erde, Vegetation und Geröll umgeben. Der höchste Bogen hatte ursprünglich eine Höhe von 7,5 Metern, heute ragen nur noch 3,7 Meter aus dem Boden. Ein Bogen ist gar nicht mehr zu sehen. Bedeckt von Erde versteckt sich neben der Brücke noch ein weiterer kleiner Bogen, der über einen weiteren, nur im Winter Wasser führenden Flussarm führte. Der Zustand der Brücke wurde im Zeitraum von Ende der 1980er Jahre bis 2005 wiederholt als recht schlecht beurteilt.
Der Name alte Steinbrücke bezieht sich auf neue Brücken, die nach der Änderung des Flusslaufs in der Nähe errichtet werden mussten. Die moderne Straße führt in einem Bogen um die Brücke herum.